# Петьо Мирчев
Петьо Христов Мирчев е български офицер, бригаден генерал.

## Биография
Роден е на 14 февруари 1966 г. в Карлово. През 1990 г. завършва Военновъздушното училище „Георги Бенковски“ в Долна Митрополия. Същата година започва службата си като заместник-командир на звено в четиридесет и четвърти вертолетен авиополк. От 1994 г. е командир на звено във вертолетната авиационна ескадрила (вае) в полка. През 1998 г. е назначен за командир на четвърто звено на 1 вае на същия полк. От 2000 г. е командир на вае. През 2000 г. завършва Военната академия в София. Освен това учи във Военновъздушния колеж на ВВС на САЩ към Военновъздушната база „Максуел“ (2008). През 2010 г. става началник-щаб на двадесет и четвърта авиационна база, а от 2014 г. е заместник-командир на базата.
С указ № 21 от 16 февруари 2015 г. е назначен на длъжността командир на 24-та авиационна база и удостоен с висше офицерско звание бригаден генерал, считано от 21 февруари 2015 г. От 2016 г. е заместник-командир на Военновъздушните сили на Република България. Награждаван е с Награден знак „За отлична служба“ – за офицери – I степен от Министъра на отбраната.
Освободен е от военна служба на 14 февруари 2024 г. с указ № 235 от 19 декември 2023 г, и преминава в резерва.